# Havisberget
Havisberget är en kulle i Åland (Finland). Den ligger i den nordvästra delen av landskapet, 30 km norr om huvudstaden Mariehamn. Toppen på Havisberget är 13 meter över havet. Havisberget ligger på ön Fasta Åland.
Terrängen runt Havisberget är platt. Havet är nära Havisberget västerut. Runt Havisberget är det mycket glesbefolkat, med 6 invånare per kvadratkilometer.. Närmaste större samhälle är Finström, 12,1 km söder om Havisberget. 
I omgivningarna runt Havisberget växer i huvudsak barrskog.